# Vanderlan
Vanderlan Barbosa da Silva (Brumado, Brasil; 7 de septiembre de 2002), conocido solo como Vanderlan, es un futbolista brasileño. Juega de lateral izquierdo y su equipo actual es el Palmeiras de la Serie A.

## Trayectoria
Vanderlan entró a las inferiores del Palmeiras en 2017 y firmó su primer contrato con el club en enero de 2021.
Debutó con el primer equipo, y en la Serie A, el 26 de enero de 2021 ante Vasco da Gama.

## Estadísticas
Actualizado al último partido disputado el 15 de agosto de 2023.
| Club               | Div.          | Temporada     | Liga  | Liga  | Estatal | Estatal | Copas nacionales | Copas nacionales | Copas internacionales | Copas internacionales | Total | Total |
| Club               | Div.          | Temporada     | Part. | Goles | Part.   | Goles   | Part.            | Goles            | Part.                 | Goles                 | Part. | Goles |
| ------------------ | ------------- | ------------- | ----- | ----- | ------- | ------- | ---------------- | ---------------- | --------------------- | --------------------- | ----- | ----- |
| Palmeiras · Brasil | 1.ª           | 2020          | 2     | 0     | 0       | 0       | 0                | 0                | 0                     | 0                     | 2     | 0     |
| Palmeiras · Brasil | 1.ª           | 2021          | 3     | 0     | 3       | 0       | 0                | 0                | 1                     | 0                     | 7     | 0     |
| Palmeiras · Brasil | 1.ª           | 2022          | 13    | 1     | 1       | 0       | 0                | 0                | 2                     | 0                     | 16    | 1     |
| Palmeiras · Brasil | 1.ª           | 2023          | 7     | 0     | 6       | 0       | 2                | 0                | 3                     | 0                     | 18    | 0     |
| Palmeiras · Brasil | Total club    | Total club    | 25    | 1     | 10      | 0       | 2                | 0                | 6                     | 0                     | 43    | 1     |
| Total carrera      | Total carrera | Total carrera | 25    | 1     | 10      | 0       | 2                | 0                | 6                     | 0                     | 43    | 1     |

## Palmarés

### Títulos estatales
| Título              | Club      | País      | Año  |
| ------------------- | --------- | --------- | ---- |
| Campeonato Paulista | Palmeiras | São Paulo | 2022 |
| Campeonato Paulista | Palmeiras | São Paulo | 2023 |

### Títulos nacionales
| Título                          | Club      | País   | Año  |
| ------------------------------- | --------- | ------ | ---- |
| Copa de Brasil                  | Palmeiras | Brasil | 2020 |
| Campeonato Brasileño de Serie A | Palmeiras | Brasil | 2022 |
| Supercopa de Brasil             | Palmeiras | Brasil | 2023 |

### Títulos internacionales
| Título              | Equipo    | Sede    | Año  |
| ------------------- | --------- | ------- | ---- |
| Copa Libertadores   | Palmeiras | Brasil  | 2020 |
| Copa Libertadores   | Palmeiras | Uruguay | 2021 |
| Recopa Sudamericana | Palmeiras | Brasil  | 2022 |